# 塞巴赫河 (美因河支流，蓋德海姆)
50°01′00″N 10°22′11″E / 50.01671°N 10.36966°E
塞巴赫河是德國的河流，位於該國東南部，由巴伐利亞負責管轄，屬於美因河的左支流，河道全長11.9公里，流域面積64.7平方公里，發源自克內茨高東南面。